# Tortuga verda
La tortuga verda (Chelonia mydas) és una tortuga marina de grans dimensions que pertany a la família Cheloniidae. L'espècie es distribueix pels mars tropicals i subtropicals al voltant del món, amb dues poblacions diferents en els oceans Atlàntic i Pacífic. Són verdes a causa del greix que tenen sota la seva closca.
Com a espècie reconeguda en perill d'extinció per la UICN i pel CITES, Chelonia mydas es troba protegida d'explotació en gairebé tots els països del món. És il·legal capturar, danyar o matar tortugues d'aquest tipus. Addicionalment, alguns països han implementat diverses lleis per protegir les tortugues i els seus llocs d'implantació dins de la seva jurisdicció. No obstant això, la població de tortugues encara està en perill d'extinció a causa d'algunes pràctiques humanes. En alguns països, les tortugues són encara caçades per la seva carn i els seus ous són recol·lectats dels nius per ser menjats. La contaminació danya també indirectament a les poblacions de tortugues. Moltes tortugues queden atrapades a les xarxes de pesca i moren ofegades. Finalment, les tortugues perden el seu hàbitat a causa de l'expansió humana. Aquesta ha estat una important causa en la pèrdua dels llocs d'implantació de la tortuga verda. Les tortugues verdes són majoritàriament herbívores, tot i que les més joves solen alimentar-se de meduses.

## Anatomia i morfologia

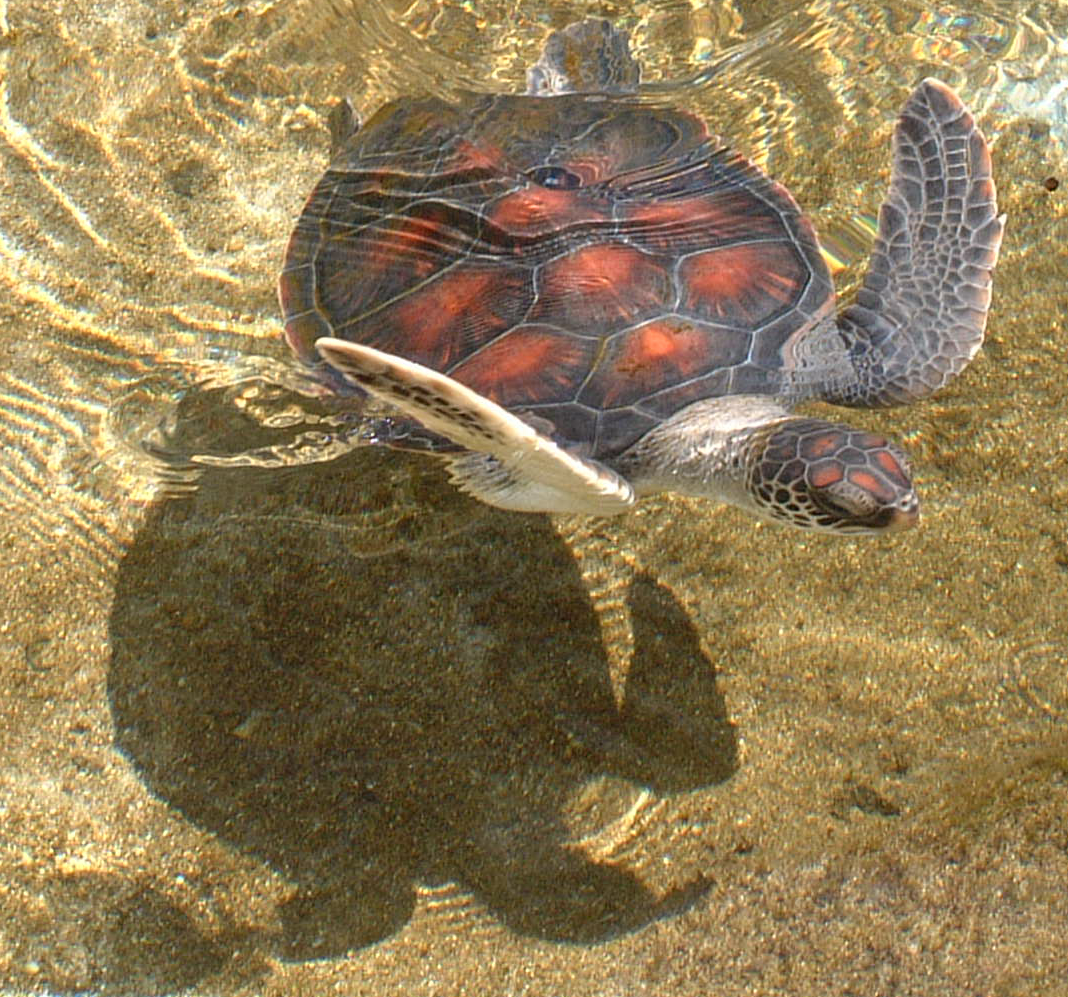
Una tortuga verda hawaiana immadura.

L'aparença d'una tortuga verda és la típica d'una tortuga marina. Chelonia mydas té un cos aplanat dorsoventralment, un cap amb coll curt, aletes amb forma de rem adaptades per la natació. Les tortugues verdes adultes poden créixer fins a 1,66 m de longitud. Tot i que s'han capturat tortugues amb un pes de fins a 315 kg, el pes mitjà d'una tortuga verda adulta oscil·la els 200 kg. L'exemplar de Chelonia mydas més pesat que s'ha registrat va pesar 395 kg.

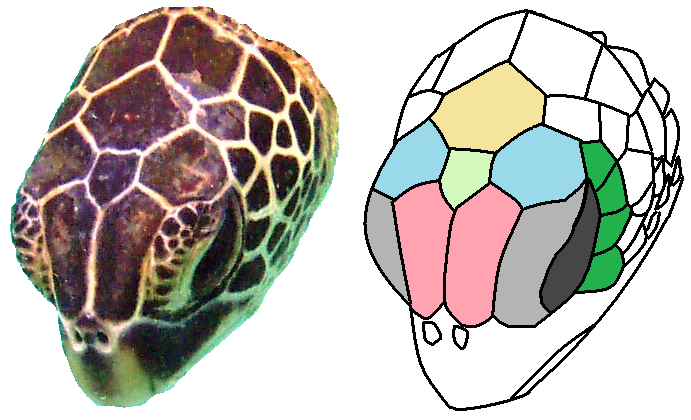
Escames còrnies del cap: FrontoparietalFrontal Supraocular Prefrontal Postocular

Escalació de la closca i del plastró de C. mydas.

Anatòmicament, hi ha algunes característiques que distingeixen a la tortuga verda dels altres membres de la família. A diferència del seu parent proper, la tortuga carei, el musell de la tortuga verda és molt curt i el seu bec no té forma de ganxo. La beina callosa de la mandíbula superior de la tortuga posseeix una vora lleugerament denticulada, mentre que la seva mandíbula inferior té una denticulació més forta, serrada i definida. La superfície dorsal del cap de la tortuga té un sol parell d'escates frontals. La seva closca està composta de cinc escuts centrals flanquejats per quatre parells d'escuts laterals. A sota, la tortuga verda té quatre parells d'escuts marginals que cobreixen una àrea entre closca i la seva closca. Les tortugues verdes madures posseeixen extremitats frontals d'una sola arpa (la tortuga carei té dues arpes), encara que alguns espècimens joves posseeixen dues urpes.
La closca de la tortuga verda és coneguda per tenir diversos patrons de colors que canvien a través del temps. Les cries, com altres tortugues marines, tenen closques predominantment negres, amb closques de colors clars. Les closques dels joves són de color cafè fosc o verd oliva, mentre que els de les tortugues adultes són de colors cafès, tacats o amb una varietat de raigs. A sota, la closca de la tortuga té una tonalitat de groc. Les extremitats de la tortuga verda tenen una tonalitat fosca delineada amb groc, i són usualment marcades amb una gran taca de cafè al centre de cada extremitat.

## Distribució
La distribució de les poblacions de tortuga verda s'estén pels oceans tropicals i subtropicals de tot el món. Hi ha dos grans subpoblacions de tortuga verda (C. mydas): la subpoblació de l'Atlàntic i la del Pacífic. Cada subpoblació és genèticament diferent, amb els seus propis territoris d'alimentació i implantació.

### Subpoblació atlàntica

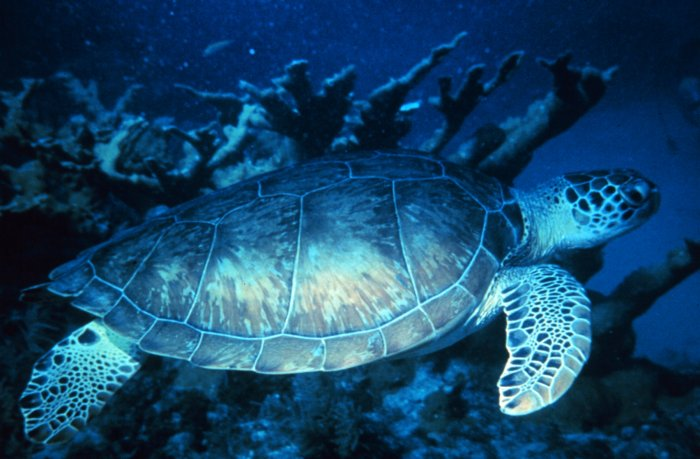
Un exemplar de C. mydas nedant en un escull de corall del mar Carib.

Hom pot trobar la tortuga verda generalment per tot l'oceà Atlàntic. Al nord, han estat vistes tant al Canadà a l'Atlàntic Occidental, com a les illes Britàniques a l'Atlàntic oriental. El rang sud de la subpoblació de l'atlàntic s'estén fins a l'extrem sud d'Àfrica a l'est i fins a l'Argentina a l'Atlàntic Occidental. Els llocs més importants de nidificació a la regió poden ser trobats en diferents illes del Carib, al llarg de les costes est dels Estats Units, la costa est d'Amèrica del Sud, la costa del Carib a Costa Rica, i a illes aïllades a l'Atlàntic Sud.
Al Carib, els espais més grans de nidificació han estat identificats a la Isla de Aves, les Illes Verges Nord-americanes, Puerto Rico i Costa Rica. Un dels llocs més importants per a la nidificació de la tortuga verda a la regió és Tortuguero, a Costa Rica. De fet, la gran majoria de la població caribenya de Chelonia mydas prové d'unes poques platges ubicades a Tortuguero, la qual cosa el converteix en un dels llocs més importants del món per a C. mydas. Als Estats Units, s'han identificat llocs importants a l'estat de Geòrgia, Carolina del Nord i del Sud, i al llarg de la costa a Florida. Els llocs de nidificació a Amèrica del Sud inclouen les platges del Surinam i la Guaiana Francesa. Al sud de l'oceà Atlàntic, el lloc de nidificació més notable és a l'illa de l'Ascensió. En aquesta illa en particular, la nidificació passa amb un volum de 6.000 fins a 13.000 nius individuals de tortuga a l'any.
A diferència dels seus llocs de nidificació, que es troben força concentrats, la toruga verda s'alimenta en llocs molt escampats de la regió.

### Subpoblació indo-pacífica

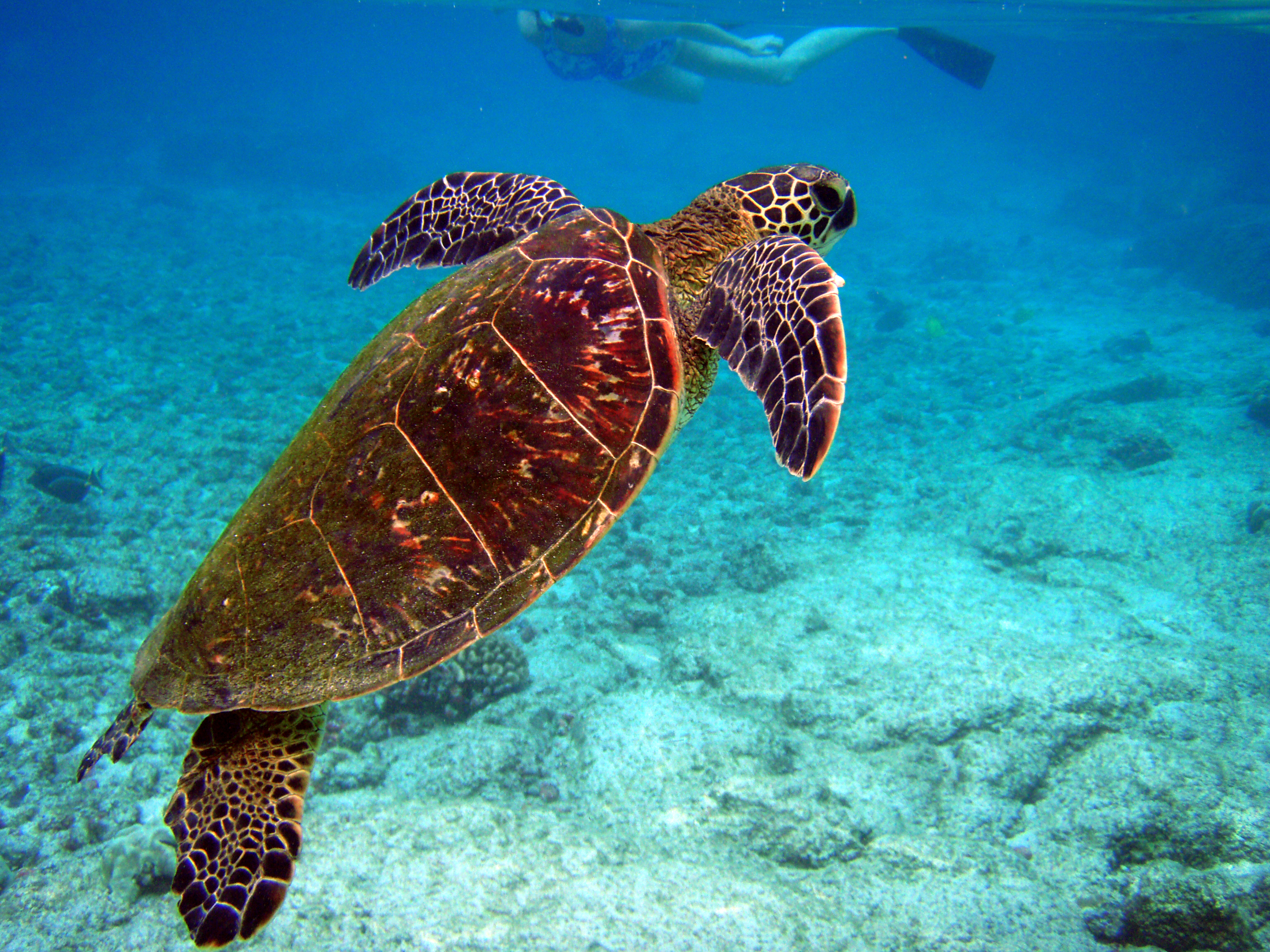
Una tortuga verda a punt de sortir a la superfície per respirar a Kona, Hawaii.

A l'oceà Pacífic, la tortuga verda es distribueix des de la costa sud d'Alaska fins al sud fins a Xile. Al Pacífic occidental, freqüenten elJapó i algunes parts del sud de Rússia. Al sud, arriben fins a l'extrem nord de Nova Zelanda i algunes illes al sud de Tasmània. Les tortugues poden ser trobades per tota l'extensió de l'oceà Índic.

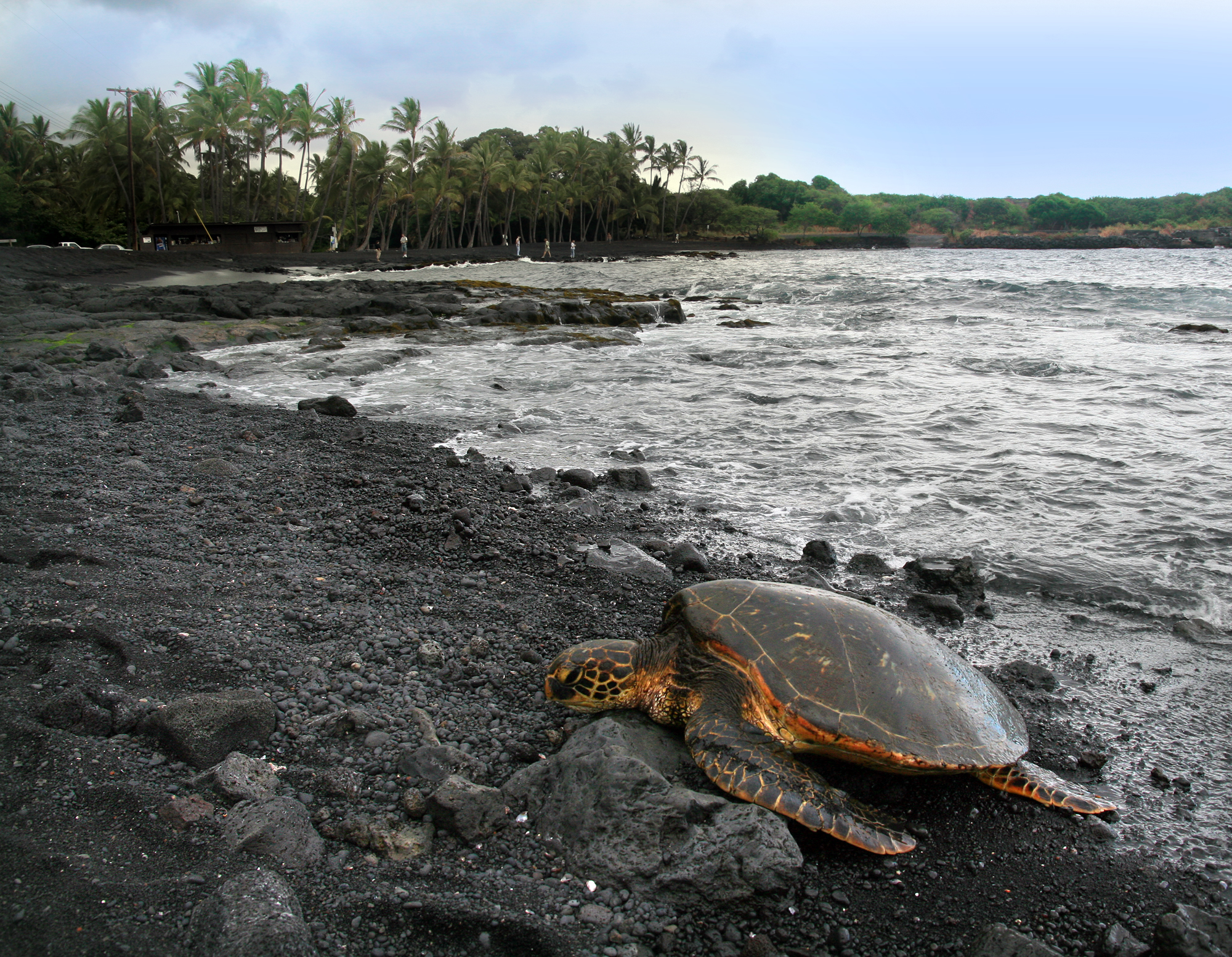
Una tortuga verda a platja Arena Negra, Hawaii.

Alguns autors consideren aquesta subpoblació com una espècie separada, amb el nom Chelonia agassizii; uns altres la consideren una simple subespècie de C. mydas, amb el nom Chelonia mydas agassizii.; mentre que altres creuen que no hi ha justificació per diferenciar-les taxonòmicament.
Els llocs de nidificació estan distribuïts per tota la regió. La tortuga verda del Pacífic té llocs de nidificació a Mèxic, l'arxipèlag de Hawaii, el Pacífic Sud, la costa nord d'Austràlia i el Sud-est Asiàtic. A l'oceà Índic, els majors llocs de nidificació han estat trobats a l'Índia, Pakistan i altres països costaners de la regió. També s'han trobat alguns punts de nidificació al llarg de la costa est del continent africà, incloent algunes illes en aigües al voltant de Madagascar.
Els llocs de nidificació de les tortugues verdes del Pacífic Oriental estan àmpliament estudiats al llarg de la costa mexicana. S'ha descobert que aquestes tortugues s'alimenten de pastura marina al golf de Califòrnia. Les tortugues verdes que pertanyen a la subpoblació hawaiana nien a la secció protegida de French Frigate Shoals, uns 800 km a l'oest de les illes hawaianes. A les Filipines, les tortugues verdes nien a les Illes Tortugues juntament amb les tortugues carei. També hi ha alguns llocs de nidificació a Indonèsia, un d'ells a la Reserva nacional Meru Betiri, a Java Oriental. Les tortugues verdes tenen dues poblacions genèticament diferents a la Gran barrera de corall; una al nord de la Gran Barrera i l'altra al sud. Dins de l'escull, s'han identificat vint diferents ubicacions separades, que consisteixen en petites illes i cais, que serveixen com a llocs de nidificació per a la tortuga verda. D'aquests, el més important és el que està ubicat a l'illa Raine.
També són comuns llocs de nidificació en ambdós extrems del mar d'Aràbia, tots dos a Al-Xarkiyya, Oman, i al llarg de la costa de Karachi, Pakistan. Algunes platges específiques al llarg de l'àrea són llocs de nidificació per a tortuga verda i la seva subpoblació, tortuga olivàcia. Les platges sorrenques de Sind i Balutxistan també són llocs reconeguts de nidificació. A uns 25 quilòmetres de la costa de Pakistan, es troba l'illa Astola, una altra platja documentada com a espai de nidificació.
El 30 de desembre del 2007, uns pescadors que utilitzaven una xarxa van capturar accidentalment una tortuga verda de 80 kg, 93 cm de longitud i 82 cm d'amplada, prop de Barangay Bolong, Zamboanga, Filipines. Desembre és l'època d'aparellament per a les tortugues verdes a prop de la platja de Bolong.

## Ecologia i cicle vital

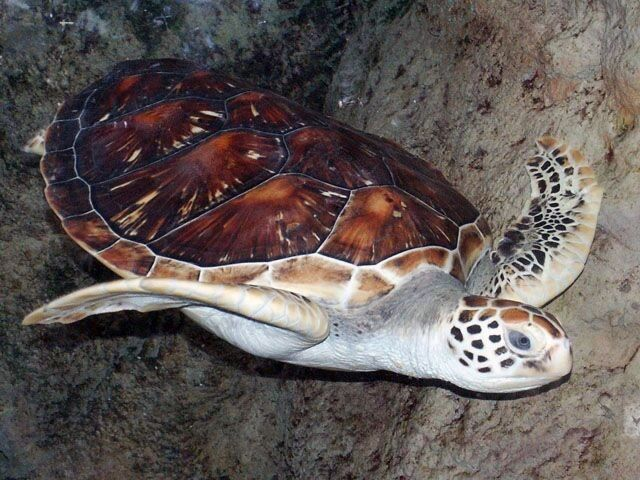
Una tortuga verda nedant.

La tortuga verda és una de les espècies de tortugues marines més estudiades, i molt del que se sap de les tortugues marines en general prové dels estudis realitzats sobre la tortuga verda. L'ecologia de Chelonia mydas canvia dràsticament a través de cadascuna de les etapes de la seva vida. Per exemple, les tortuguetes acabades de néixer són organismes carnívors, pèlags, part del mini-nècton de l'oceà obert. En contrast, les tortugues joves immadures i les adultes són trobades freqüentment en pastures marines a prop de la costa, com els herbívors.

### Hàbitat

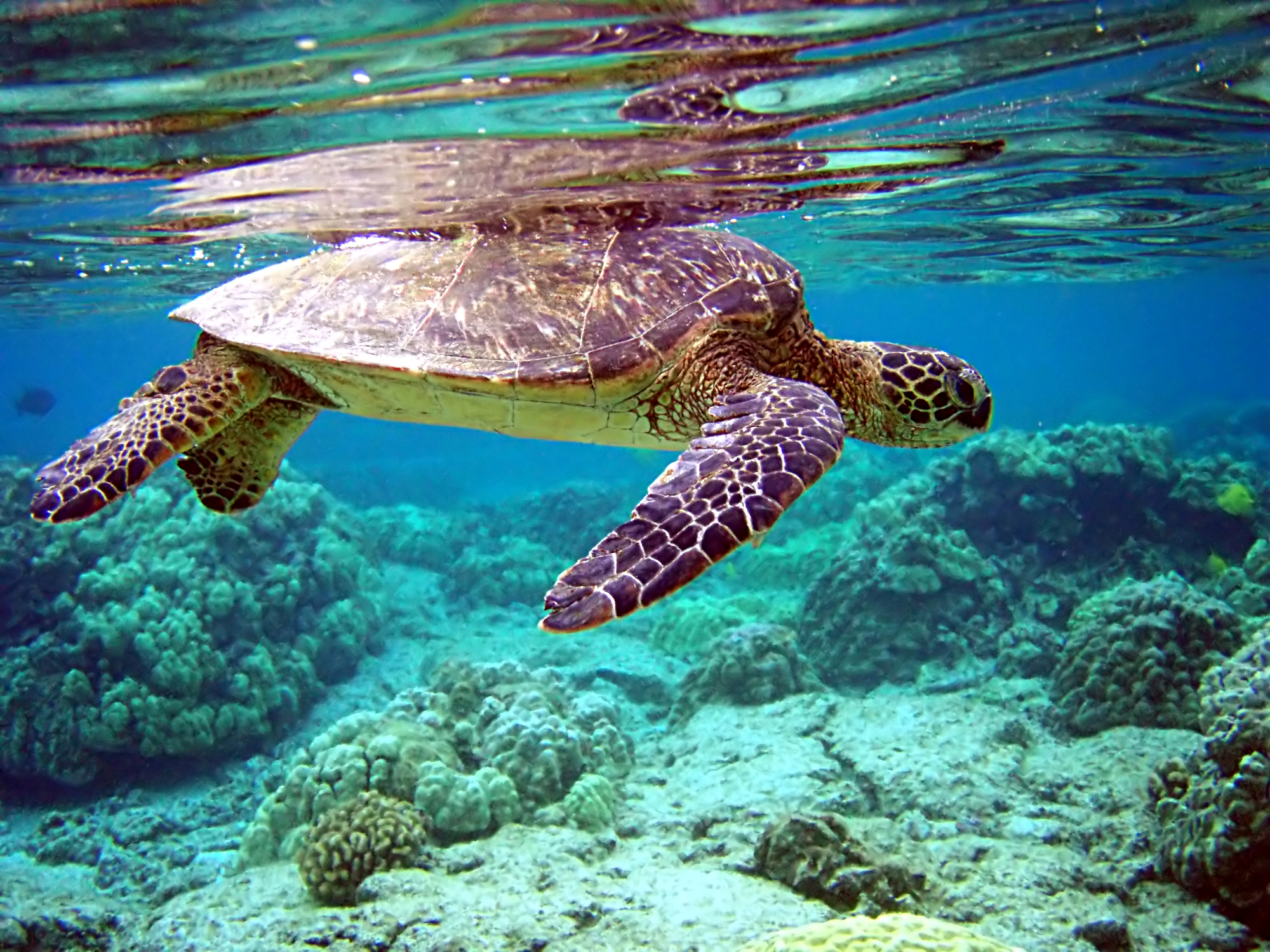
Una tortuga verda nedant a Hawaii

Les tortugues verdes alternen tres diferents tipus d'hàbitat, depenent de les etapes de la seva vida. Les platges d'implantació són els llocs on tornen per pondre els seus ous. Les tortugues marines adultes passen la major part del seu temps en aigües costaneres poc profundes riques en pastura marina. Aquesta espècie en particular és reconeguda per ser molt selectiva pel que fa als llocs d'alimentació i aparellament, tant que generacions senceres poden migrar alternativament entre les mateixes àrees d'implantació i aparellament.
Després de néixer, se sap que durant els primers cinc anys de la seva vida, les tortugues passen la major part del seu temps en zones de convergència en l'oceà obert. Aquestes tortugues joves són molt poc vistes, perquè neden en aigües profundes.

### Alimentació i ecologia tròfica
Com animals grossos i ben protegits, les tortugues verdes adultes tenen pocs enemics i depredadors. Només els éssers humans i els taurons grans s'alimenten amb les tortugues verdes adultes. Específicament els taurons tigre són depredadors de les tortugues verdes a les aigües de Hawaii. Les tortugues petites i les joves tenen molts més depredadors, incloent al cranc, mamífers petits, i aus costaneres.
Les tortugues verdes adultes són obligatòriament herbívores. S'alimenten gairebé exclusivament de diverses espècies de pastura marina i macroalgues. Han estat observades pasturant en diverses espècies de macroalgues, específicament, Caulerpa, Turbinaria, Spyridia, Codium i Ulva. Mentre que les tortugues adultes són completament herbívores, les joves subsisteixen d'una quantitat d'invertebrats marins. Les preses predilectes són els Cnidaria i crustacis petits. La ingesta de material vegetal creix proporcionalment amb l'edat, fins que com a adultes són exclusivament herbívores. Encara que s'ha al·legat que les tortugues verdes no s'alimenten mentre estan a les seves àrees respectives d'implantació, s'ha descobert que les tortugues prenyades sí que s'alimenten a les aigües que ronden aquests llocs.

### Reproducció

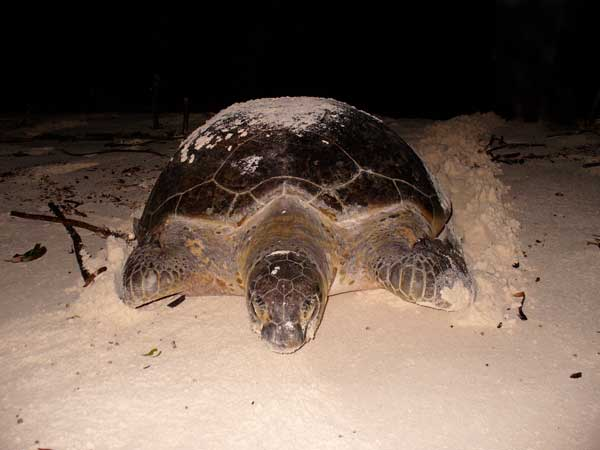
Una tortuga verda femella desovant a la platja.

A diferència de moltes tortugues marines, les quals passen gran part de la seva vida adulta a l'oceà, les tortugues verdes del Pacífic poden anar a platges aïllades durant el dia per prendre el sol.
Les tortugues verdes migren a grans distàncies entre els seus llocs d'alimentació seleccionats i les platges on van néixer. Algunes tortugues verdes han nedat distàncies de fins a 2.600km per arribar als seus llocs de cria. Les tortugues madures tornaran usualment a la mateixa platja exacta on van néixer. Les tortugues femelles usualment s'aparellen cada dos a quatre anys. Els mascles, per contra, fan viatges a les zones d'aparellament cada any. Com moltes espècies que són trobades a àmplies zones latitudinals, les èpoques d'aparellament varien entre les diferents poblacions. Per a gairebé totes les tortugues verdes al Carib, l'època d'aparellament va de juny a setembre. En els tròpics, les tortugues verdes nien al llarg de l'any, amb algunes subpoblacions en èpoques específiques de l'any. Al Pakistan la tortuga verda nia durant tot l'any però prefereix fer-ho durant els mesos de juliol a desembre.
Les tortugues verdes es reprodueixen de la forma usual en què ho fan les tortugues marines. Les tortugues femelles controlen l'aparellament, els mascles no poden forçar a les femelles a aparellar-se. Encara que no sembla oferir una major supervivència a la cries, unes poques poblacions de tortuga verda practiquen la poliàndria quan s'aparellen. Després d'aparellar-se a l'aigua, les femelles es desplacen fins a la platja sobre la línia de marea alta. En arribar a un lloc adequat d'implantació, la femella cava un clot a la sorra amb les seves aletes posteriors i diposita els ous. El nombre d'ous depèn de l'edat de la tortuga i difereix entre espècies, però en la tortuga verda oscil·la entre 100 i 200 ous. Després de dipositar els ous, la femella cobreix el niu amb sorra i torna al mar.

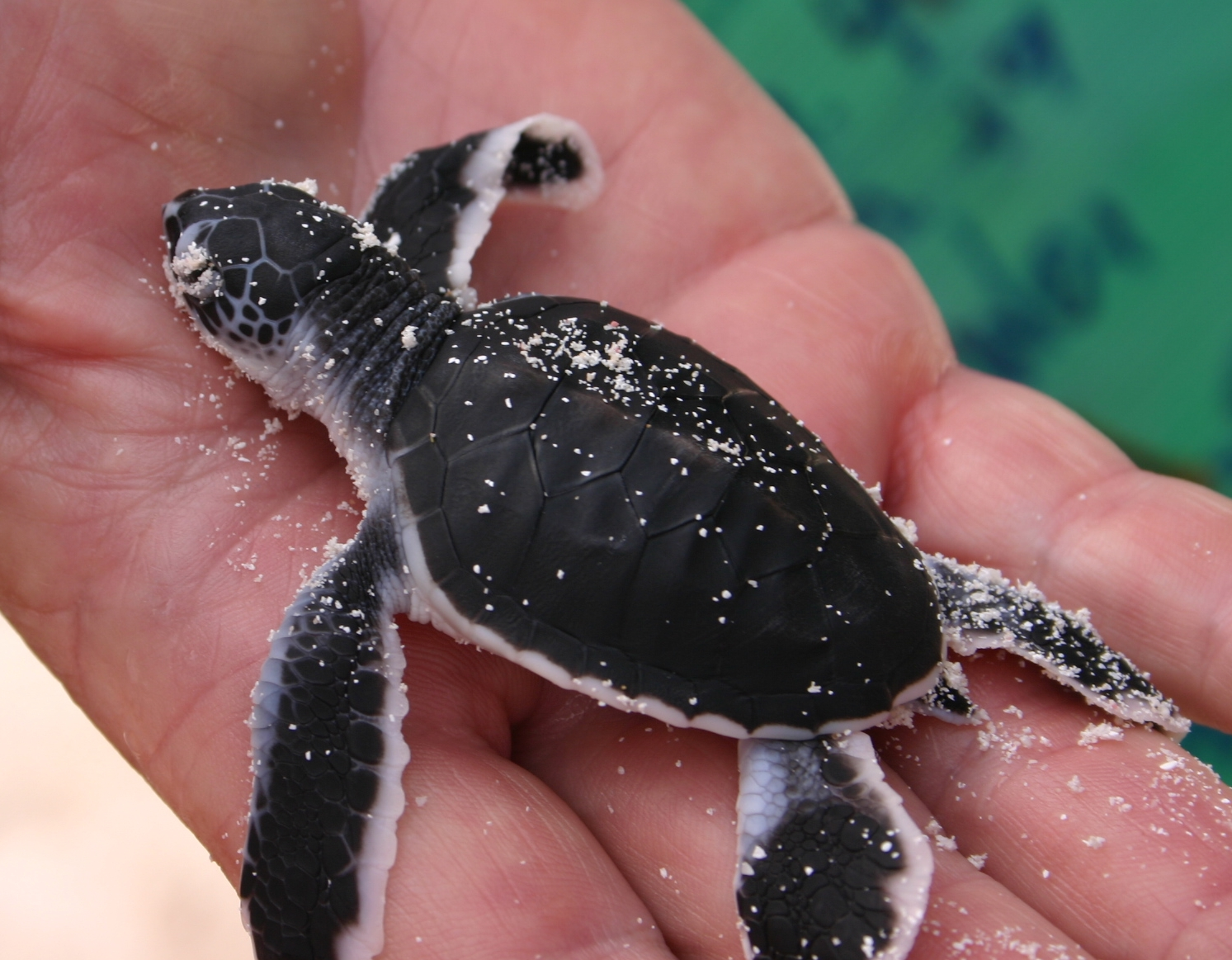
Cria de tortuga verda.

Després de 45 a 75 dies, els ous desclouen. Com succeeix amb altres tortugues marines, els ous de la tortuga verda es trenquen durant la nit i les noves tortuguetes es dirigeixen instintivament cap a la vora de l'aigua. Aquest és indubtablement el temps més perillós en la vida d'una tortuga, quan van rumb a l'aigua, doncs diversos depredadors com les gavines o els crancs atrapen moltes d'elles. Un percentatge significatiu de tortuguetes mai arriba a l'aigua. Com amb altres espècies de tortuga marina, poc se sap de les primeres etapes en la vida de les tortugues verdes. Després d'aquest viatge cap al mar, les tortugues passen de tres a cinc anys en l'oceà obert com a carnívores, per a després, conforme van entrant en l'edat adulta, es tornen a poc a poc més herbívores i freqüenten aigües menys profundes. S'especula que triguen de 20 a 50 anys per assolir la maduresa. Se sap que les tortugues arriben a edats de fins a 80 anys.

## Història evolutiva
La tortuga verda és membre de la tribu Chelonini. En un estudi dut a terme el 1993, l'estatus del gènere Chelonia pel que fa a altres tortugues marines va ser aclarit. Eretmochelys imbricata (tortuga carei) carnívora, Caretta caretta (tortuga careta) i Ledipochelys van ser confirmades en la tribu Carettini. Es va descobrir que Chelonia herbívora era suficientment diferent per tenir el seu propi estatus.

## Etimologia i història taxonòmica
Les espècies van ser originalment descrites per Carl von Linné el 1758 com a Testudo mydas. El 1868, Marie Firmin Bocourt va descriure una espècie particular de tortuga marina com Chelonia agassizii. Aquesta «espècie» era referida com la tortuga del mar negre. Tot i això, investigacions posteriors van determinar que la «tortuga del mar negre» no era genèticament diferent de C. mydas i per tant, no era taxonòmicament una altra espècie. Aquestes dues espècies van ser unificades en una de sola, Chelonia mydas, i se'ls va assignar estatus de subespècie. C. mydas mydas es refereix a la tortuga originalment descrita, i C. mydas agassizi es refereix a la població del Pacífic. Aquesta subdivisió va ser després declarada com a invàlida, i tots els membres de l'espècie es van designar com Chelonia mydas. El nom C. agassizi es manté encara com un sinònim equívoc de C. mydas.
El nom comú de l'espècie no es deriva de la coloració verda particular. La tortuga verda es diu així pel color verd del greix de la tortuga, la qual es troba només en una capa entre els seus òrgans interns i la seva petxina. Com a espècie distribuïda per tot el món, la tortuga verda té diferents noms en diversos idiomes i dialectes. A aquesta espècie també se'l coneix com a «tortuga blanca». A Hawaii, se la denomina amb la paraula honu.

### Sinonímia
- Testudo mydas
- Testudo macropus
- Testut marina
- Testut cepediana
- Caretta cepedii
- Chelonia lachrymata
- Txelònia mesures
- Euchelus macropus
- Chelonia albiventer
- Thalassiochelys albiventer
- Mydas viridis
- Chelone mydas
- Natator tessellatus[56]

## Importància per als humans

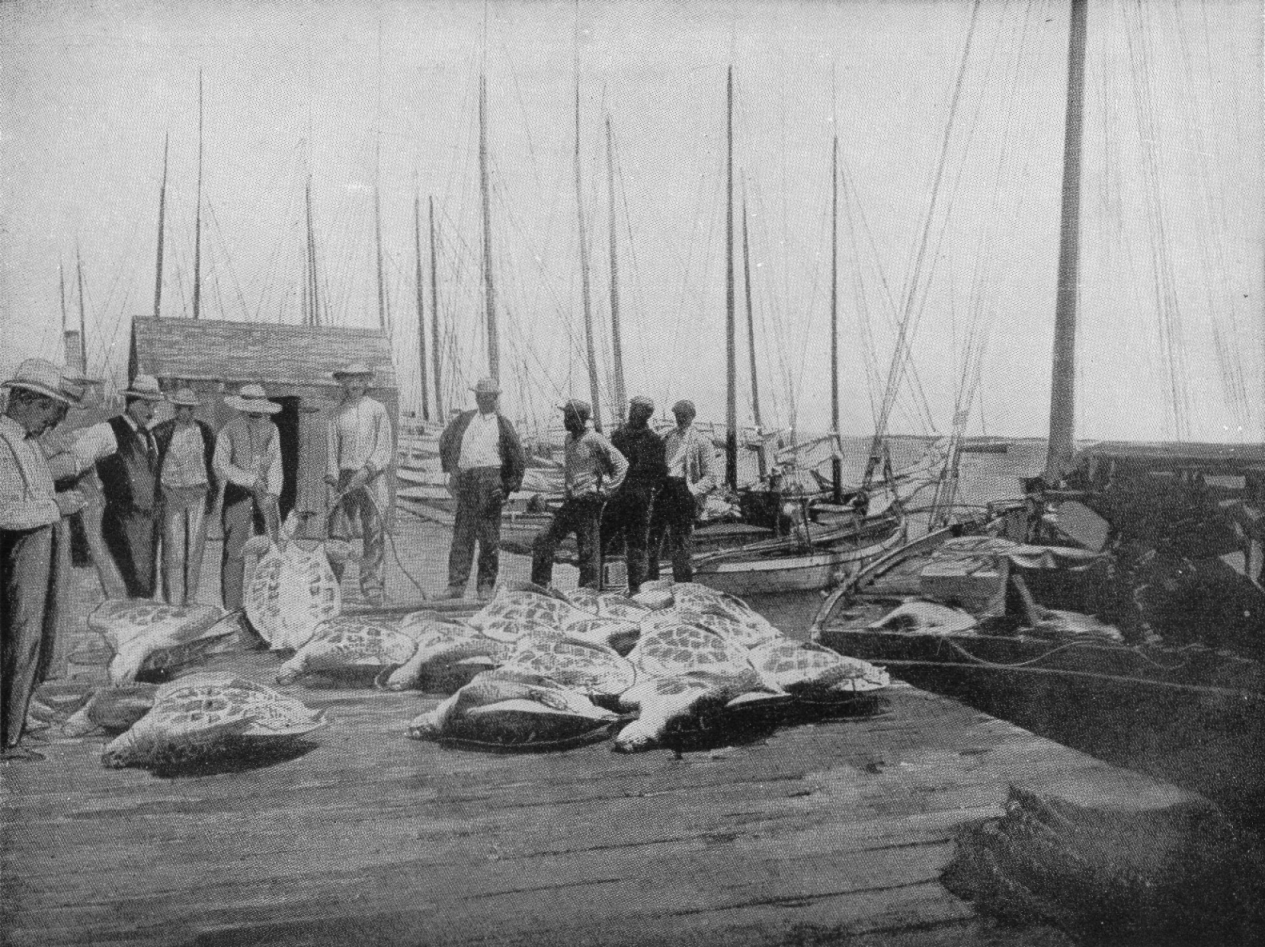
Tortugues verdes recol·lectades al moll de Cayo Hueso, Florida.

Mentre que a gairebé tots els països està prohibit caçar aquesta espècie, així com a altres membres de la seva família, la caça de tortugues marines continua arreu del món. Juntament amb altres tortugues marines, la tortuga verda és atrapada intencional i accidentalment a diverses regions del món. Abans de la implementació de diverses mesures de protecció, la pell de la tortuga era adobada i utilitzada com a cuir per elaborar bosses, especialment a Hawaii. A l'antiga Xina, la carn de les tortugues marines era considerada una especialitat. Particularment en aquesta espècie, el greix i el cartílag eren apreciats en l'elaboració la sopa de tortuga.
A Indonèsia, els ous de tortuga són una especialitat culinària a l'illa de Java. No obstant això, la carn de tortuga és considerada com Hàram o «bruta» per la Llei Islàmica. A Bali, la demanda de carn de tortuga per satisfer la demanda en cerimònies i festivitats religioses ha fomentat la proliferació de vivers de tortuga a les parts més remotes de l'arxipèlag d'Indonèsia. Bali ha importat tortuga marina des dels anys de 1950. L'ètnia balinesa no en menja els ous, que són més aviat venuts als musulmans locals. Els usos tradicionals de les tortugues a Bali eren considerats sostenibles, però s'ha qüestionat creixentment aquesta pràctica, considerant la població humana més gran i la demanda més gran. La criança de tortuga per a consum en aquesta regió és considerada una de les majors del món.
Abans de la inclusió de les tortugues a l'Endangered Species Act ia CITES, les granges comercials com la «Cayman Turtle Farm» a les Índies Occidentals les criaven per a la venda comercial. Les granges van arribar a tenir més de 100.000 tortugues. Quan el mercat va ser tancat com a mesura de protecció, alguna d'aquestes granges van tancar i d'altres en van reduir considerablement la producció. Les granges que han sobreviscut han estat transformades en atraccions turístiques i tenen unes 11.000 tortugues.

## Conservació

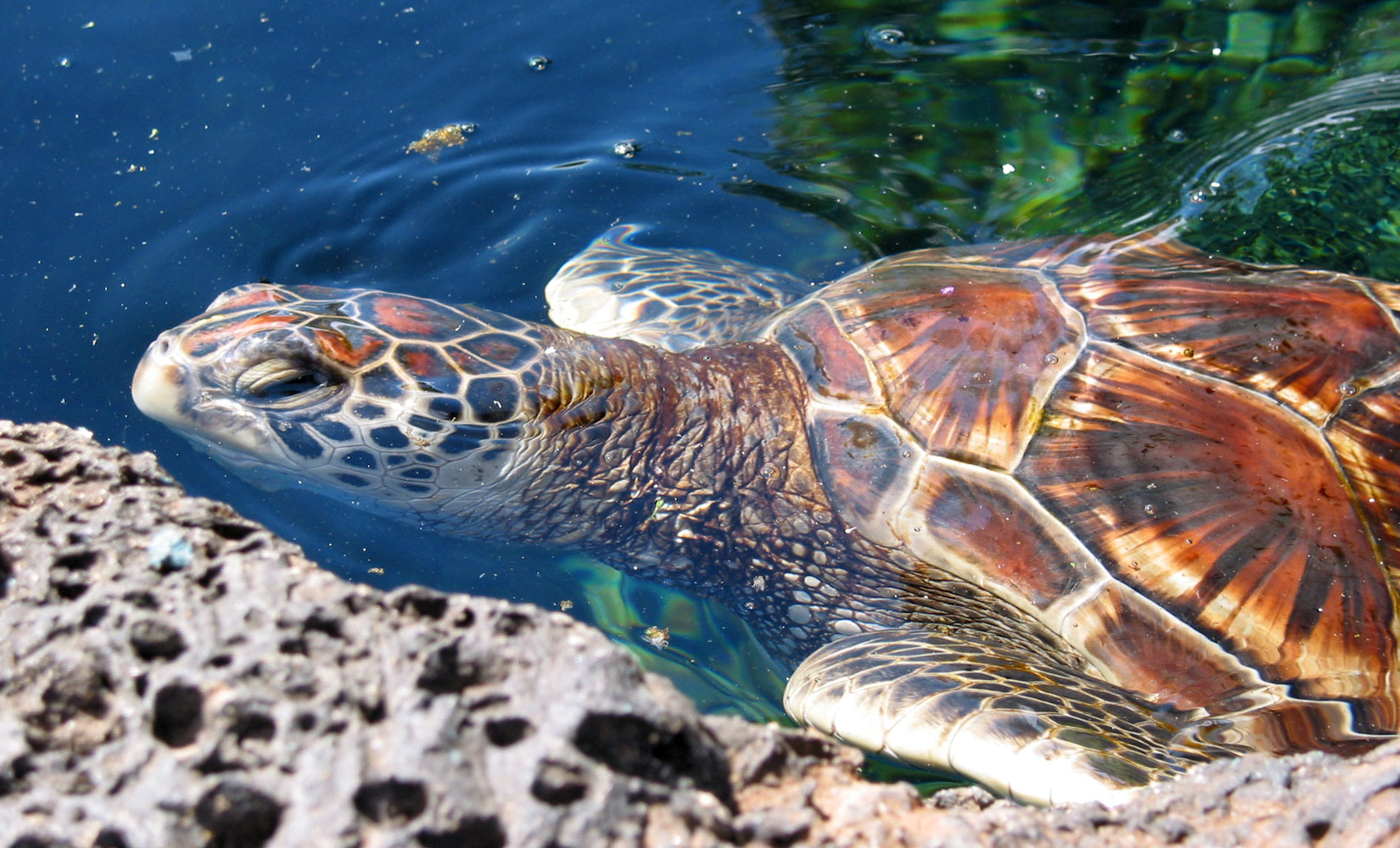
Un exemplar de C. mydas a Hawaii.

Existeixen diverses amenaces per a la supervivència de l'espècie. Aquestes inclouen la caça de les tortugues per la seva carn, i el saqueig dels seus nius a la recerca dels ous, la ingesta de residus sòlids i les xarxes pesqueres. A més, certes espècies exòtiques invasores poden a més afectar negativament les tortugues verdes, com s'ha evidenciat en un estudi reportant la «incrustació» massiva del gasteròpodeinvasor Rapana venosa sobre exemplars joves de tortuga verda al Riu de la Plata (Uruguai).
Com a tortuga marina Chelonia mydas està enumerada a l'apèndix I del CITES des del 3 de maig de 2008. L'espècie va ser originalment llistada a l'Apèndix II el 1975. La família sencera va ser posada sota l'Apèndix I el 1977, amb l'excepció de la subpoblació australiana de C. mydas. El 1981, totes les poblacions de l'espècie van ser posades a l'apèndix I. D'acord amb l'apèndix I del CITES, és il·legal importar, exportar, matar, capturar o pertorbar a les tortugues verdes.

### Iniciatives de conservació específiques per país

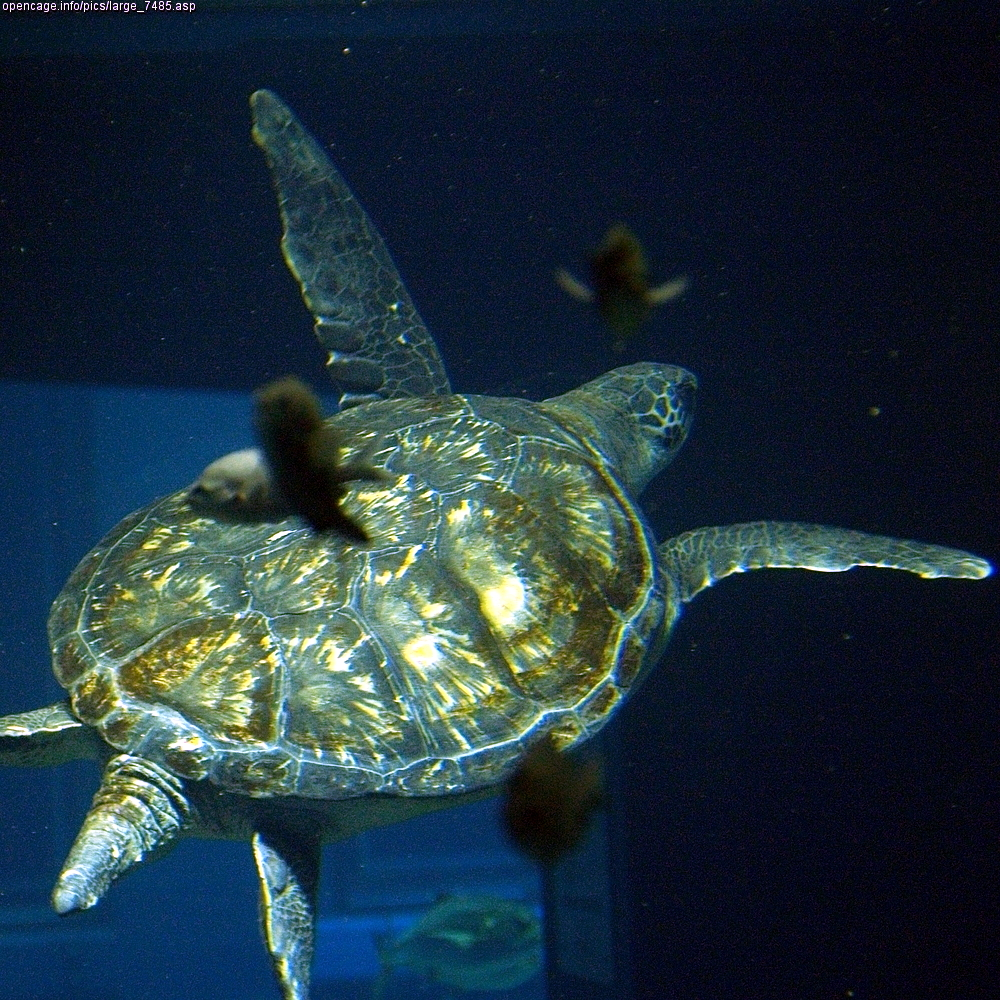
Un exemplar de C. mydas a l'Aquari Kaiyukan d'Osaka, Japó.

Addicionalment al treball de les entitats globals com la Unió Internacional per a la Conservació de la Natura i CITES, alguns països en concret arreu del món amb jurisdicció sobre llocs de nidificació i alimentació de la tortuga han fet esforços individuals per a la conservació i la protecció de l'espècie.
El turisme ecològic ha estat un impuls important a Sabah, Borneo. Hi ha personal a l'illa que recol·lecta alguns dels ous que són dipositats cada nit i els col·loquen en un ambient de protecció contra depredadors. La incubació dels ous pren aproximadament 60 dies. Un cop oberts, es permet als turistes que assisteixin en l'alliberament de les tortuguetes al mar. El Servei de Pesca i Fauna Salvatge dels Estats Units va classificar la tortuga verda com a espècie en perill, fent així que sigui una ofensa federal la captura o matança de les tortugues. A part a això, la subpoblació hawaiana de la tortuga verda ha augmentat considerablement en quantitat, i també s'han desenvolupat iniciatives d'ecoturisme. Estudiants de la Hawaii Preparatory Academy han etiquetat milers de tortugues des de principis dels anys 90. Al Regne Unit, l'espècie està protegida pel Biodiversity Action Plan. La branca al Pakistan del Fons Mundial per a la Natura ha iniciat diversos projectes per protegir la nidificació de tortugues des dels anys vuitanta. Tot i això, la població de tortugues ha continuat en disminució per una sèrie de factors.
A l'atlàntic, les iniciatives de conservació s'han centrat al voltant dels llocs de nidificació al Carib. A les platja de nidificació a Parc nacional Tortuguero, Costa Rica, s'han imposat límits a la recol·lecció d'ous de tortuga des de la dècada de 1960. Dues dècades després, es va fundar el Parc nacional Tortuguero el 1976 per assegurar la protecció dels llocs de nidificació a la zona. A l'illa de l'Ascensió, on hi ha unes de les platges de nidificació més importants per a l'espècie, s'ha implementat un programa actiu de conservació. L'organització de conservació Karumbé des del 1999 monitoritza les àrees d'alimentació i desenvolupament de les tortugues verdes a l'Uruguai.